# Bythinella charpentieri
Bythinella charpentieri is een slakkensoort uit de familie van de Hydrobiidae. De wetenschappelijke naam van de soort is voor het eerst geldig gepubliceerd in 1855 door Roth.